# الهام یوسفیان
الهام یوسفیان وکیل حقوق بشر و مدافع حقوق معلولین ایرانی است. او برای اتحادیه بین‌المللی معلولین و پروژه بین‌المللی کمک به پناهندگان فعالیت داشته است.

## سال‌های نخستین زندگی
یوسفیان در ایران متولد شده است و نابینا است. او دارای مدرک کارشناسی ارشد حقوق بشر از مدرسه اقتصاد لندن است. یوسفیان پس از فارغ‌التحصیلی، در ایران به وکالت در امور کیفری و خانواده پرداخت. او همچنین در سال ۲۰۰۸ از تصویب کنوانسیون سازمان ملل متحد در مورد حقوق افراد دارای معلولیت توسط دولت ایران حمایت کرد.

## فعالیت‌ها
در سال ۲۰۱۵، یوسفیان به نیویورک مهاجرت کرد. از سال ۲۰۱۹ تا ۲۰۲۳، او به عنوان مشاور اقدامات بشردوستانه فراگیر و کاهش خطر بلایا در اتحاد بین‌المللی معلولیت، یک شبکه جهانی متشکل از بیش از ۱٬۱۰۰ سازمان نماینده افراد دارای معلولیت، استخدام شد.
در سال ۲۰۲۴، یوسفیان به عنوان مدیر بخش شمول و دسترسی معلولین به سازمان غیرانتفاعی بین‌المللی کمک به پناهندگان مستقر در ایالات متحده پیوست.
یوسفیان بر لزوم تحقیقات و برنامه‌ریزی‌های بیشتر در مورد تغییرات اقلیمی که شامل همه اقشار جامعه و معلولیت باشد، تأکید کرده است، به ویژه از آنجایی که تغییرات اقلیمی تأثیر نامتناسبی بر افراد دارای معلولیت دارد. او همچنین مستندسازی نقض حقوق معلولین در ایران را رهبری کرده است.

## افتخارات
یوسفیان در سال ۲۰۲۳ به عنوان یکی از ۱۰۰ زن برتر بی‌بی‌سی انتخاب شد.